# Thorpe Malsor
Thorpe Malsor is een civil parish in het bestuurlijke gebied Kettering, in het Engelse graafschap Northamptonshire.